# Atrioventrikulární uzel
Atrioventrikulární uzel (zkratka AV uzel, někdy označován také jako Aschoffův-Tawarův uzel) je součástí převodního systému srdečního, který zajišťuje tvorbu srdečních vzruchů a jejich šíření po srdci.

## Anatomie

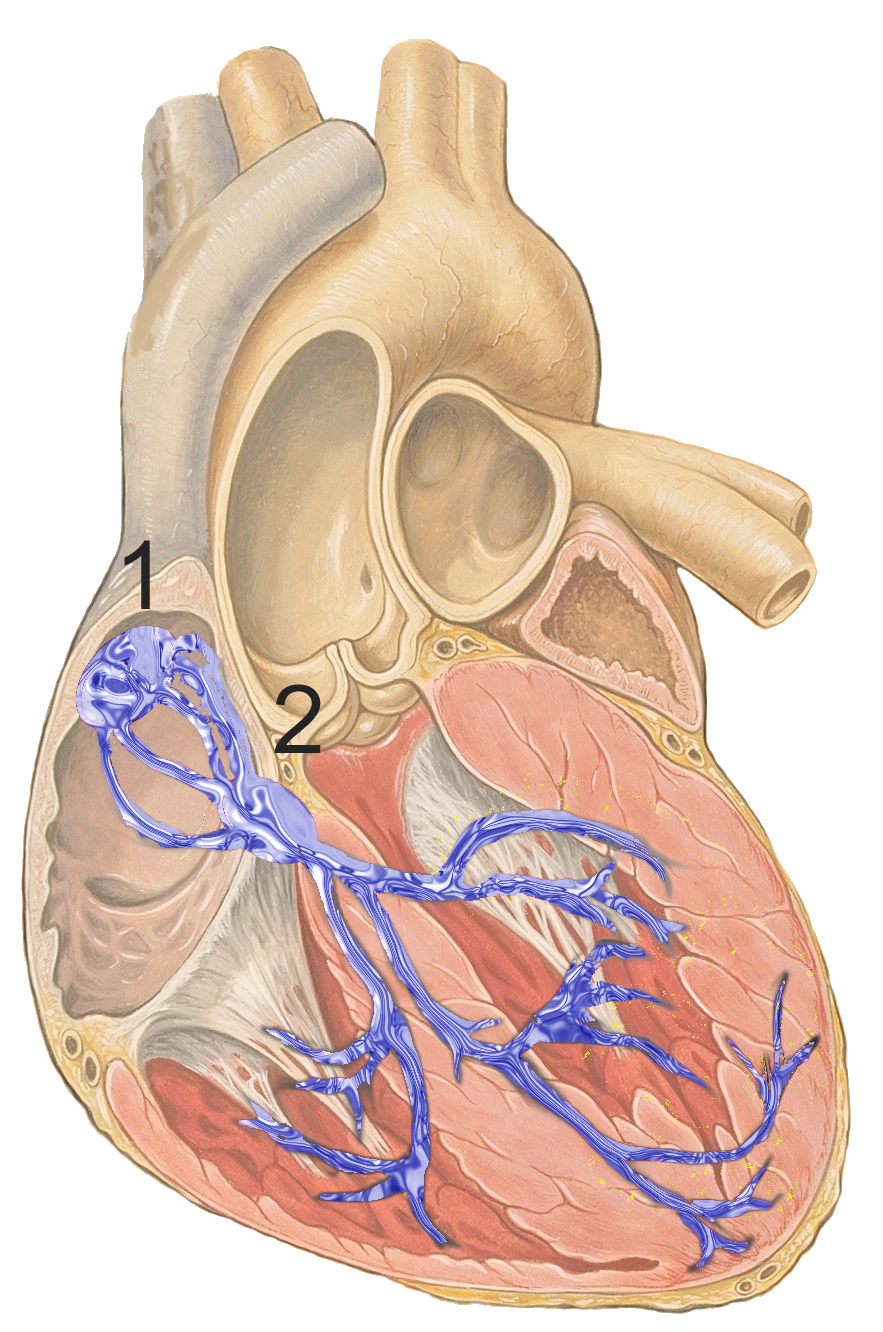
Převodní systém srdeční: 1 - sinoatriální uzel, 2 - atrioventrikulární uzel

Leží pod vnitřní výstelkou srdeční (endokardem) na spodině pravé srdeční síně v tzv. Kochově trojúhelníku - tedy mezi septálním cípem trojcípé chlopně, koronárním sinem a blanitou částí mezikomorové přepážky. Rozměry AV uzlu jsou asi 1 × 3 × 5 mm. Jeho dolní část směřující k srdečním komorám, plynule přechází v Hisův svazek. Ten prostupuje nevodivou vazivovou přepážkou izolující elektricky síně od komor. Za normálních okolností je jejich jedinou vodivou spojkou. Hisův svazek přechází na mezikomorovou přepážku, kde se dělí na pravé a levé Tawarovo raménko. Atrioventrikulární uzel a horní část Hisova svazku se označují jako síňokomorová junkce (AV junkce).
Krví je zásobován ve většině případů (90 %) z pravé věnčité tepny. Uzel je tvořen, podobně jako ostatní převodní systém, specializovanou svalovou tkání, která je uzpůsobená k tvorbě a šíření elektrických vzruchů. Toho je dosahováno přesuny iontů sodíku a draslíku přes buněčnou membránu.

## Význam
AV uzel je normálně jedinou elektricky vodivou spojnicí mezi srdečními předsíněmi a komorami. Zajišťuje převod srdečního vzruchu, který za normální okolností vzniká v horní části předsíní (v sinoatriálním uzlu) a šíří se k AV uzlu po předsíních, dále na srdeční komory. Tento převod se uskutečňuje s jistým zpožděním, což zajišťuje, že se srdeční síně a komory stahují koordinovaně – za normálních okolností každý stah předsíní je s jistým zpožděním následován stahem komor. Při chorobném postižení AV uzlu vznikají poruchy převodu vzruchu na komory – atrioventrikulární blokády.
AV uzel má velký význam při síňových arytmiích jako je fibrilace síní či flutter síní, kdy je frekvence síňových stahů nekoordinovaná nebo velmi rychlá – kolem 300/minutu. Takto rychlá frekvence předsíní celkovou funkci srdce ovlivní jen poměrně málo, pokud by však byl každý tento vzruch převáděn na komory, při takto rychlých stazích komor by byla funkce srdce neefektivní (komory by se nestačily krví plnit a tím pádem by rychle poklesl srdeční výdej) a došlo by k velmi rychlému selhání srdce. AV uzel zajišťuje, že je na komory převeden jen např. každý druhý či třetí impulz, který po síních k AV uzlu dorazí – uplatní se tzv. fyziologický blok, který chrání srdeční komory. Ty sice i pak pracují rychleji než normálně, ale zajistí vesměs dostatečný srdeční výdej.
V případě postižení sinoatriálního uzlu se uplatní jako náhradní zdroj vzruchů – tzv. sekundární pacemaker, který zajistí náhradní rytmus nazývaný junkční. Ten je pomalejší než normální sinusový rytmus (frekvence 40-60/min).